# Bae Woo-hee
Bae Woo-hee (en hangul, 배우희; hanja: 裴優熙; Busan, 21 de noviembre de 1991), conocida profesionalmente como Woohee, es una cantante, compositora y actriz surcoreana. Es conocida por ser miembro del grupo femenino surcoreano Dal Shabet.

## Vida personal
Bae Woo-hee nació el 21 de noviembre de 1991 en Busan, Corea del Sur. 
Actualmente asiste a Dong-ah Instituto de Medios de comunicación y Artes, con especialización en la Radiodifusión de Entretenimiento.

## Carrera
Es miembro del grupo Dal Shabet.
Fue participante en The Unit: Idol Rebooting Project y es miembro asociado del proyecto UNI.T.
En diciembre de 2020 se anunció que se había unido al elenco principal de la película musical Idol Recipe donde dará vida a Kelly, la productora de "Bella", un grupo idol desconocido que se ha convertido en un desastre debido al mal trato de su agencia. La película se espera sea estrenada en el 2021.

## Discografía
| Año  | Canción            | Álbum                   |
| ---- | ------------------ | ----------------------- |
| 2013 | "Nap"              | Skybridge               |
| 2013 | "Towards Tomorrow" | Infinite Power OST      |
| 2014 | "Hello My Love"    | Jang Bo ri is Here! OST |

## Filmografía

### Serie de televisión
| Año     | Título                       | Papel         | Canal         | Notas          | Ref.          |
| ------- | ---------------------------- | ------------- | ------------- | -------------- | ------------- |
| 2013    | Reply 1994                   | Ha Hee-ra     | tvN           | Cameo, ep. 2   |               |
| 2013    | Infinite Power               | Han Su-ja     | Naver TV Cast | Serie web      |               |
| 2015    | The Lover                    |               | Mnet          | Cameo, ep. 6   |               |
| 2015    | Persevere, Goo Hae-ra        |               | Mnet          | Cameo, ep. 1   |               |
| 2015    | The Time We Were Not in Love | Hong Eun-jung | SBS           |                |               |
| 2016    | Everyday, New Face           | Seul-bi       |               | Serie web      |               |
| 2020    | Birthcare Center             | Yoo Hee-won   | tvN           |                | [ 7 ]         |
| 2020-21 | One Fine Week 2              | Yoo Hwa-in    | Naver TV Cast | Serie web      |               |
| 2021    | Two Universes                | So-hee        | Naver TV Cast | Serie web      | [ 8 ]         |
| 2021    | Times                        | Jo Yoo-jin    | OCN           | Cameo, ep. 3-4 |               |
| 2022    | Propuesta laboral            | Ko Yoo-ra     | SBS           |                | [ 9 ]         |
| 2022    | It's Beautiful Now           |               | KBS2          | Cameo          | [ 10 ]        |
| 2022-23 | Dar en el clavo              | Lee Mi-na     | Coupang Play  | Serie web      | [ 11 ] [ 12 ] |
| 2024    | Good Partner                 | Choi Mi-jin   | SBS           | Episodio 2     | [ 13 ]        |

### Cine
| Año  | Título      | Papel     | Notas |
| ---- | ----------- | --------- | ----- |
| 2014 | Túnel 3D    | Hye-young | Cameo |
| 2021 | Idol Recipe | Kelly     |       |